# Pierre Godon
La Pierre Godon est un dolmen situé à Tillay-le-Péneux dans le département français d'Eure-et-Loir , en région Centre-Val de Loire.

## Historique
Le dolmen est mentionné en 1864 par Boisvillette dans ses Statistiques Archéologiques d'Eure-et-Loir. En 1975, le propriétaire des lieux entreprit d'araser le tumulus et de vider la chambre funéraire qui était comblée par des pierres. La découverte d'ossements conduisit à la réalisation d'une fouille de sauvetage à compter de 1976.
Le dolmen fait l'objet d'un classement au titre des monuments historiques depuis le 10 décembre 1979.

## Situation
Le dolmen a été édifié dans le talweg d'un petit vallon sur un plateau calcaire. Les dalles sont en calcaire et meulière, elles pourraient avoir été extraites du rebord du plateau à une cinquantaine de mètres au nord-est.
Plusieurs autres mégalithes sont connus à proximité, la Pierre Cocharde et la Pierre Peyrolle, deux dolmens désormais détruits, le tumulus de Menainville et deux menhirs situés dans un rayon d'environ 60 m au nord-ouest et au nord-est, (le premier est détruit, le second a été déplacé dans le hameau voisin).

## Architecture
Le dolmen est constitué de quatre orthostates latéraux et d'une dalle de chevet. Une sixième dalle fut découverte à l'extérieur du périmètre, dans le cairn au nord-est. Il comporte une unique table de couverture. La dalle de fermeture, désormais disparue, n'est connue que d'après les souvenirs du propriétaire.
| Dalle            | Longueur | Largeur | Épaisseur |
| ---------------- | -------- | ------- | --------- |
| Couverture       | 2,30 m   | 2,20 m  | 0,50 m    |
| Est-Nord-Est     | 1,25 m   | 1,28 m  | 0,36 m    |
| Chevet           | 1,40 m   | 1,30 m  | 0,60 m    |
| Ouest-Nord-Ouest | 0,65 m   | 1,10 m  | 0,25 m    |
| Ouest-Sud-Ouest  | 1,30 m   | 1,50 m  | 0,50 m    |

La chambre funéraire, de forme quadrangulaire, est orientée au sud-sud-est. Elle mesure 2,10 m de longueur sur 1,40 m de largeur. Le dolmen était légèrement excentré par rapport à son tumulus de forme ovale (11,50 m de longueur sur 10 m de largeur). Le cairn fut construit avec des blocs quadrangulaires d'assez grandes dimensions (0,40 à 0,50 m) disposés en écailles, les interstices étant comblés avec des pierres plus petites et le tout fut recouvert d'une couche de petites plaquettes.
Le dolmen fut construit en excavant le limon du sol jusqu'à une couche de gravillons et des fosses de calage pour les orthostates y furent creusées jusqu'à atteindre le sous-sol rocheux sous-jacent. L'effondrement de l'orthostate est-nord-est dans la chambre et la cassure de celui du côté est-nord-est sous l'action du gel entrainèrent le basculement de la table de couverture dégageant une ouverture entre le bord de celle-ci et la dalle de chevet. Plus tardivement, un aménagement extérieur au dolmen, sur son côté est réalisé.

## Résultats des fouilles
Les ossements et le mobilier funéraire retrouvés lors des fouilles indiquent une utilisation du dolmen du Néolithique moyen jusqu'au Néolithique final (Campaniforme).

### Ossements humains
La chambre funéraire était remplie sur environ 1,20 m de hauteur. De nombreux ossements humains y furent découverts ainsi qu'à l'extérieur de la chambre. La plupart des ossements furent retrouvés cassés, avec peu de connexions anatomiques, la disposition des os longs près des orthostates à l'arrière de la chambre et le désordre général observé indiquent qu'ils furent repoussés pour faire de la place. Deux crânes placés côte à côte furent découverts contre la dalle de chevet. L'abondance des esquilles osseuses découvertes en dehors de la chambre a permis de réaliser une datation au radiocarbone qui s'établit à 2600 BC +/-150 (non calibrée), soit vers le Néolithique moyen à final.

### Mobilier funéraire
Il se compose d'un mobilier lithique (silex), de quelques outils en os et d'éléments de parure, mais la céramique est assez rare et fragmentée. L'industrie lithique comprend une armature de flèche tranchante, de deux armatures et deux fragments d'armatures de type perçantes à pédoncule et ailerons, de dix lames et deux fragments de lames, d'un grattoir, d'un racloir, d'un nucléus et divers éclats. Les outils en os sont constitués d'un poinçon, de fragments de bois de cervidé et de celui d'une mâchoire animale retravaillée. Les éléments de parure incluent un pendentif arciforme, treize dents de canidés perforées, neuf perles en nacre, un coquillage, une dentale et une amulette réalisée dans un fragment de maxillaire d'origine humaine.